# Værløsehallen
Værløsehallen i Værløse, blev påbegyndt i slutningen af 1950'erne og fuldført i 1963. Den et godt eksempel på anvendelse af frivillig arbejdskraft. Næsten alt er bygget med håndkraft og af frivillige med tilknytning til sportslivet i Værløse. En enkelt undtagelse er overbygningen, der blev udført af en entreprenørvirksomhed for de indsamlede midler på ca. 1 mill. kr.

Alle former for indendørs sport, herunder især håndbold, badminton mv. kan spilles i den rimeligt store hal, og i kælderen er der f.eks. plads til skydning.

Senere er der kommer endnu nogle haller til, hvor der spilles badminton og tennis. Disse blev betalt af kommunen og opført af private firmaer – men den oprindelige Værløsehal fortjener at blive husket for en udstrakt grad af frivillighed i dansk sportsliv.

Den gamle Værløshal er endnu i drift 40 år senere, og anvendes ikke bare til indendørs sport, men også til politiske møder, valg, koncerter mv.